# Binding
För andra betydelser, se Binding (olika betydelser).

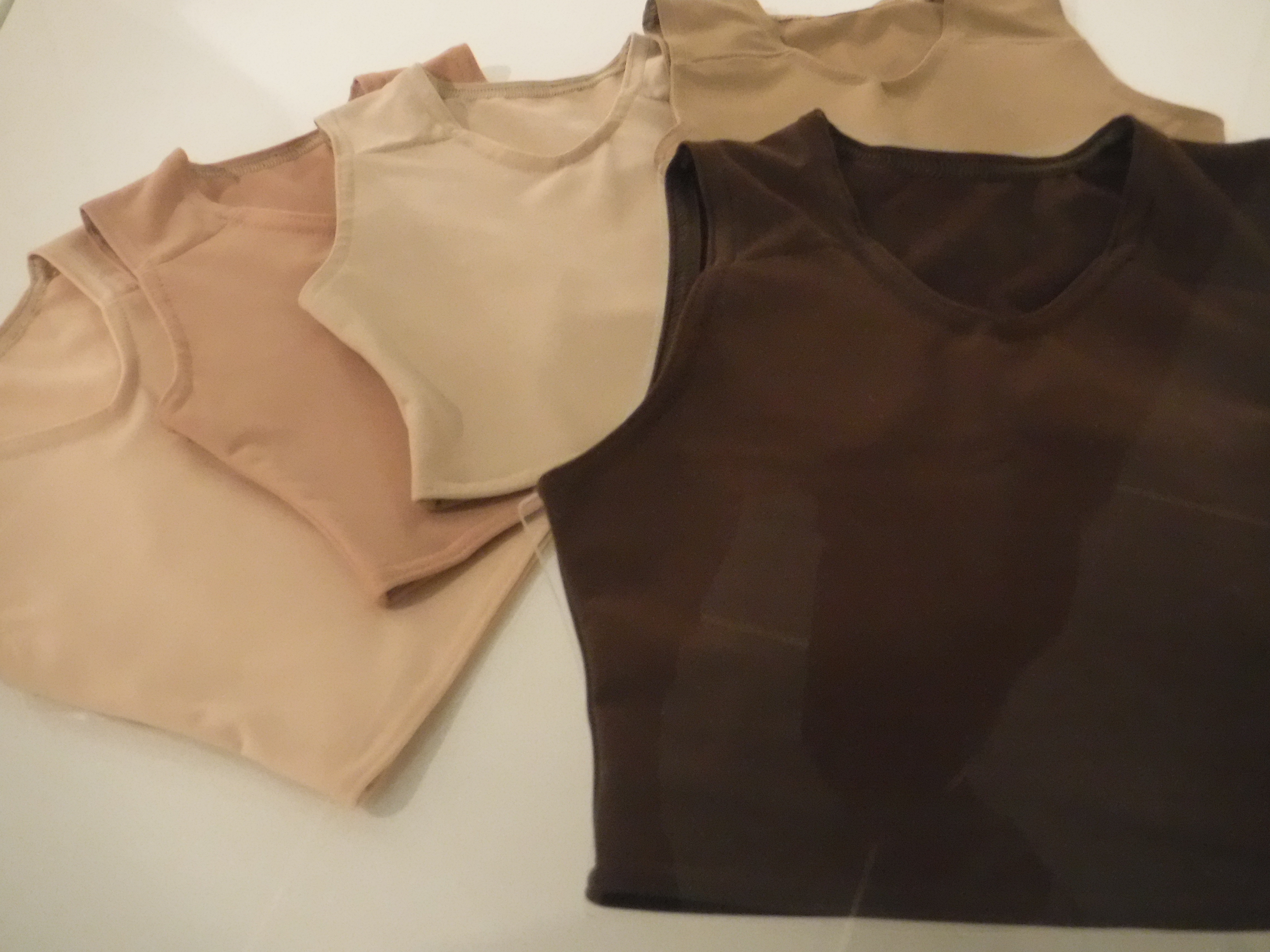
Binders

Binding innebär att forma om överkroppen genom att platta till bröstvävnad. Vanligtvis sker det genom att använda en binder (ett kompressionsplagg avsett just för binding) men det kan även ske genom att använda tyg eller tejp.
Binding är vanligt förekommande bland de transpersoner som önskar att få en plattare bröstkorg. Det kan vara mycket viktigt för den psykiska hälsan, bland annat då det kan göra att könsdysforin minskar.
Även cismän som lider av gynekomasti kan använda sig av binding för att få en plattare bröstkorg.

## Risker
Syftet med binding är att den mjuka vävnaden komprimeras. Men om det sker felaktigt kan det göra att revbenen blir skadade. Det går att undvika genom att använda binders som är gjorda för ändamålet och genom att inte ha på den under för långa tidsperioder.

## Historia
Binding har förekommit under olika tidsperioder och kulturer. Bland annat den användning av korsetter som förekom under stora delar av den europeiska historien.

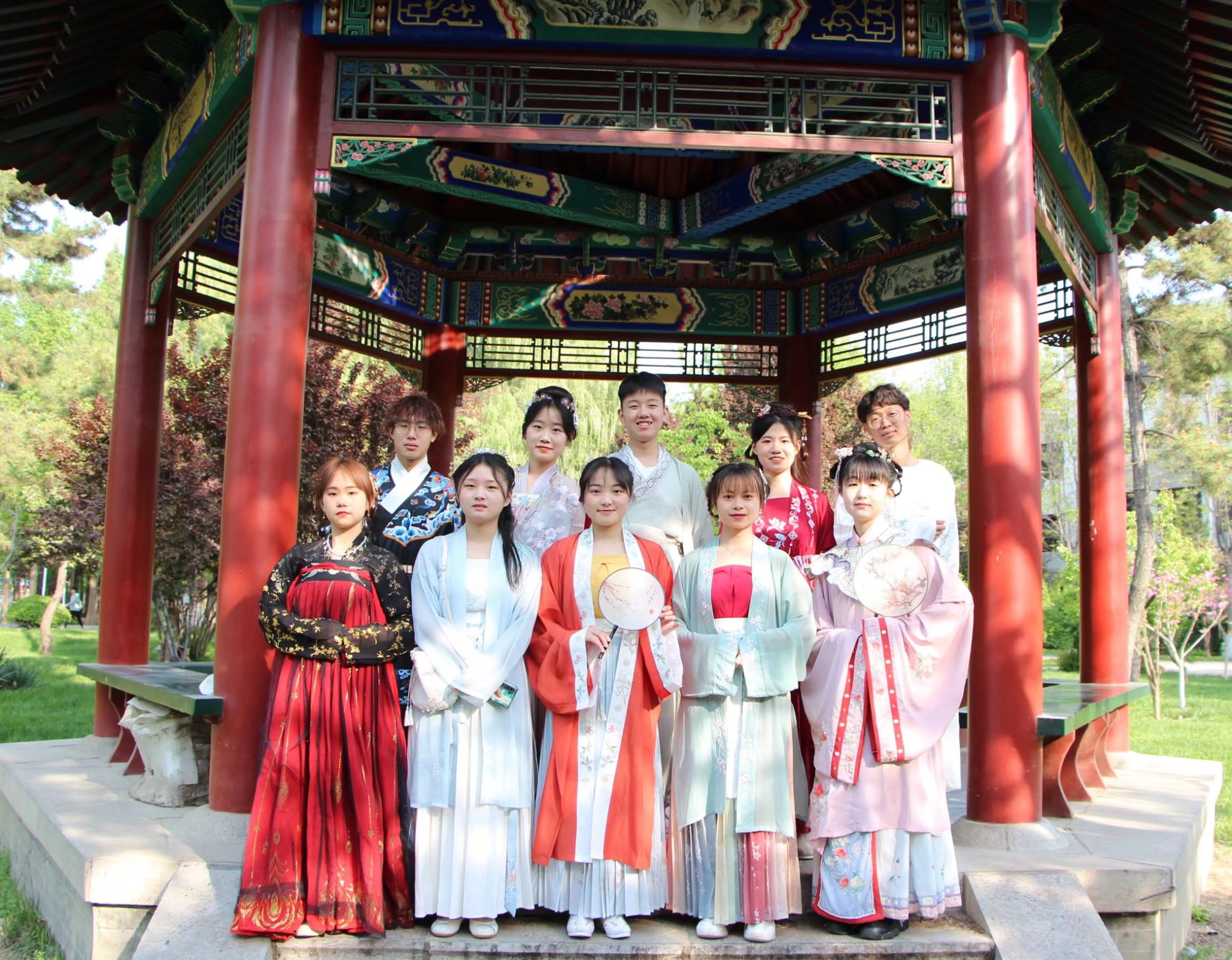
En grupp av kvinnor i traditionella klänningar från Kina (2021). De tre kvinnorna längst fram i mitten bär moxiong.

I Kina under bland annat Tang- och Songdynastierna ansågs det oanständigt att bröstens form syntes. Det gjorde att det var vanligt att moxiong och dudou användes. Binding förblev en exklusiv praxis för kvinnor framtill 1930-talet.

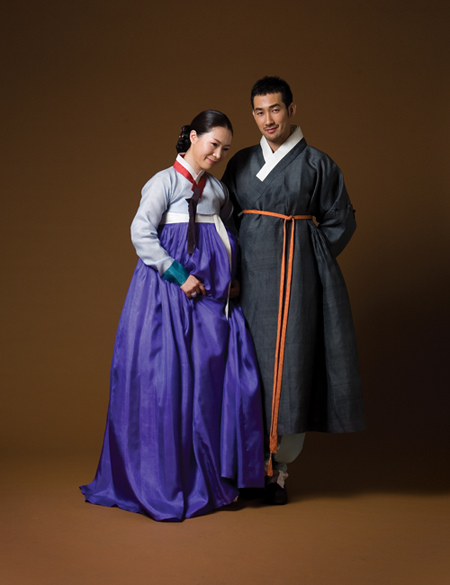
En kvinna och en man som bär en traditionell hanbok.

I Korea bar kvinnor den traditionella hanboken som genom binding gjorde att brösten doldes.
I Japan finns den traditionella kimonon som genom att använda en obi gör att bröstkorgen ser plattare ut.
Tonåringar av nomadfolket Wodaabe använde sig av binding för att minska den sexuella atraktionen samt för att öka deras förmåga att amma.
Fram till början av 1900-talet var det vanligt bland  katolska nunnor att använda binding för att avleda uppmärksamhet och lust från präster och andra män.
Under 1920-talet var idealet att ha en platt bröstkorg och då främst bland flappers. Detta gjorde att det blev populärt att ha en BH vid namnet Symington Side Lacer vars syfte var att göra brösten platta. Önskan av en pojkaktig kropp kom delvis efter att det blivit mindre vanligt med korsetten, den pojkaktiga kroppen var då motsatsen till den kurviga siluetten som korsetten skapade.